# Харитонов Олександр Євгенович
Олександр Євгенович Харитонов (рос. Александр Евгеньевич Харитонов; 30 березня 1976, м. Москва, СРСР) — російський хокеїст, лівий нападник.  
Вихованець хокейної школи «Динамо» (Москва). Виступав за «Динамо» (Москва), «Тампа-Бей Лайтнінг», «Авангард» (Омськ), «Бріджпорт Саунд-Тайгерс» (АХЛ), «Нью-Йорк Айлендерс», «Торпедо» (Нижній Новгород), «Сибір» (Новосибірськ), «Рубін» (Тюмень), «Сокіл» (Київ).
В чемпіонатах НХЛ — 71 матч (7+15).
У складі національної збірної Росії учасник зимових Олімпійських ігор 2006 (8 матчів, 1+1), учасник чемпіонатів світу 2000, 2001, 2005, 2006 і 2007 (34 матчі, 7+5). 
Досягнення
- Бронзовий призер чемпіонату світу (2005, 2007)
- Чемпіон Росії (2000, 2005), срібний призер (1999)
- Чемпіон ВХЛ (2011)
- Володар Кубка європейських чемпіонів (2006).